# Dystrykt Dili
Dystrykt Dili – jeden z 13 dystryktów Timoru Wschodniego, znajdujący się w północnej części kraju, posiadający dostęp do morza Sawu. Stolicą dystryktu jest miasto Dili, będące zarazem stolicą kraju. W skład dystryktu wchodzi również wyspa Atauro. 
Graniczy z dystryktami: Manatuto od wschodu, Aileu od południa oraz Liquiçá od zachodu.